# Myttjärnen
Myttjärnen är en sjö i Bergs kommun i Härjedalen och ingår i Ljungans huvudavrinningsområde. Sjön har en area på 0,147 kvadratkilometer och ligger 621,6 meter över havet.

## Delavrinningsområde
Myttjärnen ingår i det delavrinningsområde (697495-136960) som SMHI kallar för Utloppet av Myttjärnen. Medelhöjden är 627 meter över havet och ytan är 0,63 kvadratkilometer. Det finns inga avrinningsområden uppströms utan avrinningsområdet är högsta punkten. Vattendraget som avvattnar avrinningsområdet har biflödesordning 3, vilket innebär att vattnet flödar genom totalt 3 vattendrag innan det når havet efter 307 kilometer. Avrinningsområdet består mestadels av skog (77 procent). Avrinningsområdet har 0,15 kvadratkilometer vattenytor vilket ger det en sjöprocent på 23,8 procent.